# پیناکل وست کپیتال
پیناکل وست کپیتال (انگلیسی: Pinnacle West Capital) شرکت برق آمریکایی است، که در سال ۱۹۸۵ تأسیس شد.